# Isoprenový kaučuk

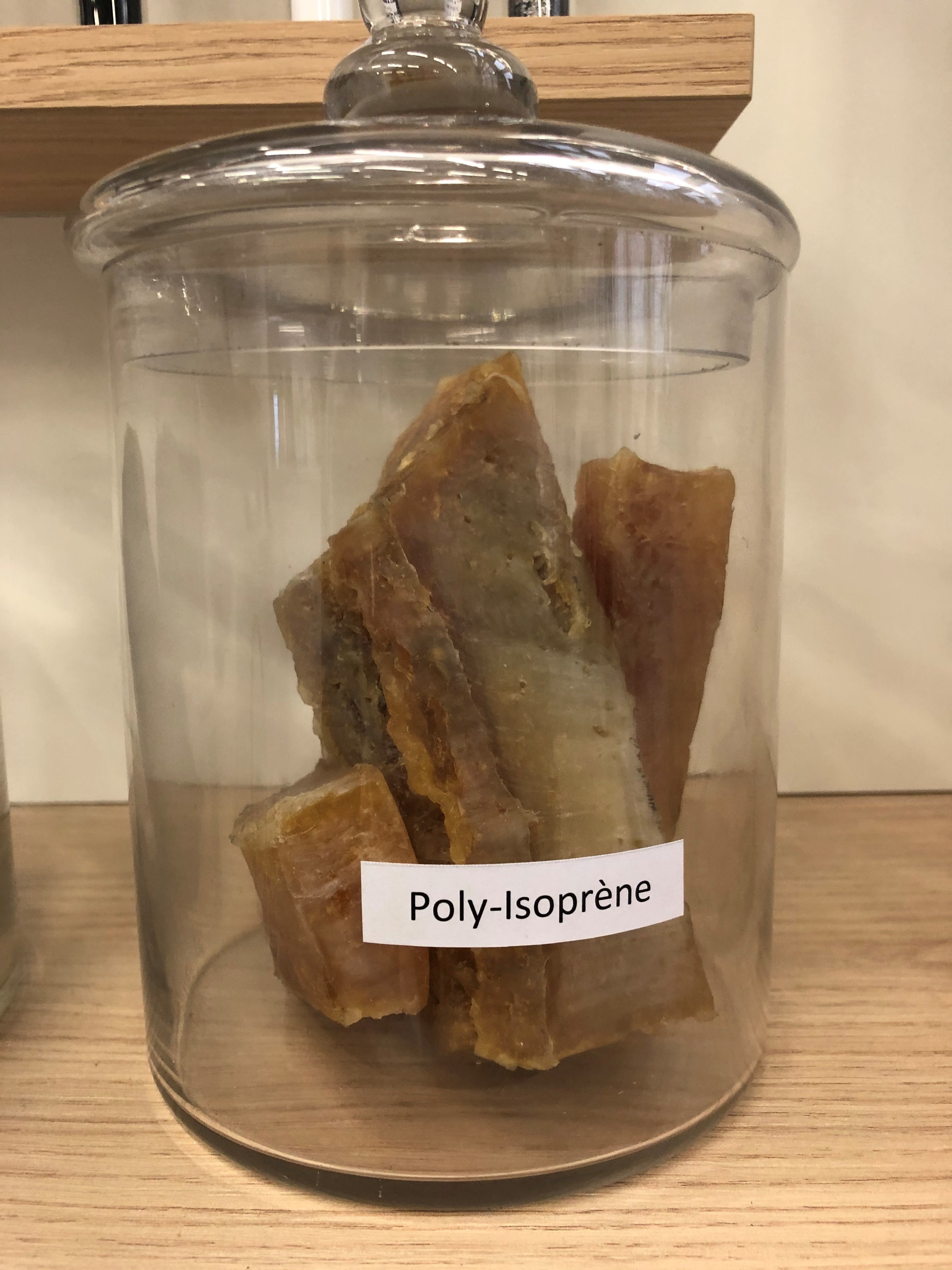
Kousky isoprenového kaučuku ve francouzské laboratoři

Isoprenový kaučuk (IR) je syntetický kaučuk, který se vyrábí polymerizací isoprenu. Reprezentuje syntetickou obdobu přírodního kaučuku. Jeho vulkanizáty mají vysokou pevnost a tažnost. Je odolný proti oděru a vykazuje dobré výsledky při únavových zkouškách.
Výhodami oproti přírodnímu kaučuku jsou lepší vlastnosti při nízkých teplotách a lepší chování při vytlačování, vstřikování a kalandrování. Nevýhodami jsou trochu menší pevnost, špatná odolnost vůči vysokým teplotám a náchylnost k oxidaci ozonem.

## Historie
Pokusy syntetizovat isoprenový kaučuk byly ještě před 50. lety, ale připravené polymery nevykazovaly dobré mechanické vlastnosti. Důvodem byl malý obsah cis-1,4 jednotek.
Situace se změnila s vývojem nových katalyzátoru poskytujících stereoregulární produkty. V roce 1960 Shell Chemical Company komercionalizovala isoprenový kaučuk s obsahem cis-1,4 jednotek 92%, katalyzátorem byla sloučenina na bázi alkyl lithia. Kvůli malému obsahu cis-1,4 jednotek produkt, oproti přírodnímu kaučuku, nebyl schopen krystalizovat za napětí, což mělo za důsledek horší tahové vlastnosti.
V roce 1962 Goodyear představila isoprenový kaučuk s obsahem cis-1,4 jednotek 98,5%. Polymerizace byla katalyzována ZN katalyzátorem na bázi alkyl titanu. Produkt byl schopen krystalizace za napětí.
Později byly připraveny jiné izomery isoprenového kaučuku. Izomer s vysokým obsahem trans-1,4, který byl syntetickou obdobou balaty, vyráběla společnost Polysar. Izomer s vysokým obsahem 3,4 byl připraven pomocí katalytického systému na bázi alkyl lithia s použitím polárních modifikátoru.

Varianty izomerie při polymerizaci isoprenu

## Příprava
Výchozí surovinou je isobutylen, který podléhá Prinsove reakci. Připravený isopren polymerizuje v přítomnosti katalyzátoru na bázi titanu.

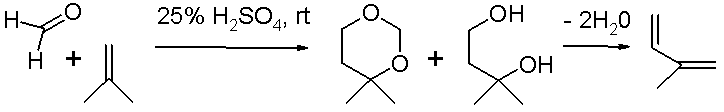
Příprava isoprenu pomocí Prinsove reakci

## Výroba
Isopren, rozpouštědlo a katalyzátor jsou dávkovány do reaktoru, přičemž se do reaktoru nesmí dostat nečistoty, vlhkost a vzduch, které jsou jedy pro katalyzátor.
Po dosažení určitého polymeračního stupně se přidává deaktivátor katalyzátoru a antioxidant.
Dalším krokem je odpaření rozpouštědla, odstranění vody, ochlazení a balení výrobku.

## Vlastnosti
| Pevnost v tahu (MPa)          | ~ 30  |
| Modul 300% (MPa)              | ~ 12  |
| Prodloužení při přetržení (%) | ~ 500 |
| Strukturní pevnost (kN/m)     | ~ 100 |
| Tvrdost Shore A               | ~ 60  |

## Využití
Stejně jako přírodní kaučuk může být použit pro výrobu pneumatik, pasových dopravníku, těsnění a hadic, ale kvůli nižší ceně se většinou používá přírodní kaučuk. Výhradně isoprenový kaučuk se používá v aplikacích, kde je nutná vysoká čistota produktu a méně náročné zpracování kaučuku. Jinak isoprenový kaučuk se převážně vyrábí ze strategických důvodu jako náhrada přírodního kaučuku.